# Karl von Wrangell

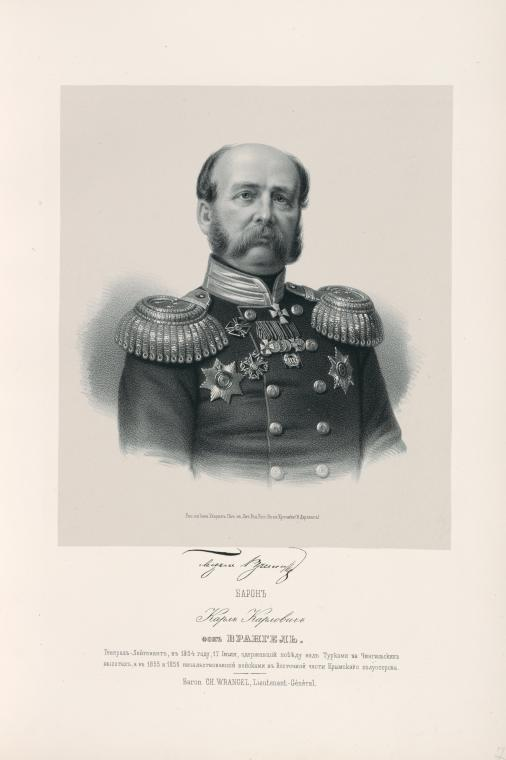
Karl von Wrangell (1858/1861)

Karl Wilhelm Gottlieb von Wrangell, Freiherr zu Ludenhof (russisch Карл Карлович Врангель Karl Karlowitsch Wrangel; * 10. Julijul. / 22. Juli 1800greg. in Ludwinowo, Gouvernement Witebsk; † 24. Augustjul. / 5. September 1872greg. in Grodno), war ein russischer General der Infanterie.

## Leben

### Herkunft und Familie
Karl war Angehöriger der schwedischen Linie der Freiherren Wrangel af Ludenhof des baltischen Adelsgeschlechts von Wrangel. Seine Eltern waren der Arrendator von Ludwinowo, Carl Gustav Friedrich Freiherr von Wrangell zu Ludenhof (1773–1813) und Christina Elisabeth, geborene von Wernsdorff (1778–1802). Er vermählte sich 1829 in Annenhof bei Narwa mit Caroline von Tiesenhausen (1798–1861). Aus der Ehe sind fünf Kinder hervorgegangen.

### Werdegang
Wrangell besuchte seit 1810 die Jesuitenschule in Witebsk und kam 1813 auf das Militär-Waisenhaus in St. Petersburg. Er avancierte 1819 zum Fähnrich und stand 1820 beim Garde-Jäger-Regiment. In den Jahren 1826 bis 1829 nahm er im 41. Jäger-Regiment am Kaukasuskrieg und am Russisch-Persischen Krieg teil. In dieser Zeit stieg er zum Stabskapitän auf. Auch am polnischen Feldzug im Jahre 1830 war er beteiligt. 1834 erhielt er seine Beförderung zum Oberst und wurde 1837 erneut als Kommandeur des Eriwan-Grenadier-Regiments in den Kaukasus entsandt. Nach seinem Aufstieg zum Generalmajor im Jahre 1845 wurde er 1849 Kommandeur der 21. Infanterie-Division. 1849 avancierte er zum Generalleutnant und war in den Jahren 1853 bis 1854 interimsmäßig Korps-Kommandeur an der türkischen Grenze. Im Jahr 1854 konnte er als Kommandeur des Eriwan-Detachements die Festung Bajazet einnehmen. Daraufhin wurde er zu Beginn des Jahres 1855 Kommandeur der 6. Reserve-Infanterie-Division auf der Krim und bereits im März selben Jahres Kommandeur der Ost-Armee sowie 1856 Kommandeur der Krim-Armee. Er stand 1859 als Kommandeur dem IV. Armee-Korps und 1861 dem III. Armee-Korps vor. Ebenfalls im Jahre 1861 stieg er zum General der Infanterie auf und wurde im Juli 1862 interimsmäßiger Oberkommandeur im Militär-Bezirk Kiew. Seit Dezember 1862 war Wrangell Mitglied des Kriegsrats und der Armeeinspektion. Er beschloss seine Laufbahn mit der Ernennung zum Generaladjutant des Kaisers auf Lebenszeit im Jahre 1869. 
Wrangell war Träger des Ordens des Heiligen Georg III. Klasse, des Alexander-Newski-Ordens, des Königlich-Kaiserlichen Ordens vom Weißen Adler, des Ordens der Heiligen Anna I. Klasse, des Sankt-Stanislaus-Orden I. Klasse, des Ordens des Heiligen Wladimir II. Klasse, des Virtuti Militari, des Goldenen Schwertes für Tapferkeit und des Roter Adlerorden III. Klasse.